# エジプト第3中間期
エジプト第3中間期（エジプトだい3ちゅうかんき、紀元前1069年頃から）は、古代エジプト史における時代区分である。第3中間期の区分を用いず新王国の後に末期王朝時代を置く学者も多い。また第3中間期を置く学者の間でも、どの期間とするかも見解が不一致である。第20王朝の終焉を持って第3中間期の始まりとする点ではほぼ一致するが、終了する時期については、第22王朝の末期（紀元前730年頃）まで、アッシリアによるエジプト征服（紀元前7世紀半ば）まで、或いはアケメネス朝によるエジプト征服（紀元前525年）までなど、様々な立場がある。こういった点にここで結論を出すことはできないため、以下では第21王朝から第26王朝時代までの概略を記す。

## 概略
エジプトが最も繁栄した新王国時代の間に勢力を増したテーベ（古代エジプト語：ネウト、現在のルクソール）のアメン神官団は、第20王朝の末期頃から上エジプトに事実上の独立勢力を築くに至った。そしてその長たるアメン大司祭は、ヘリホルの時代以来カルトゥーシュの中に名前を記すなどして事実上の王として振舞うようになった。これはアメン大司祭国家、或いはアメンの神権国家、神国などと呼ばれる。一方下エジプトでは第20王朝が倒れ、変わって第21王朝が成立した。第21王朝とアメン大司祭国家の間には紆余曲折を経て一応の協力関係が築かれ、対外的にはアメン大司祭は第21王朝の臣下という体裁をとるようになった。
第21王朝にかわって紀元前945年、第22王朝を建てたのはエジプトに移住したリビア人部族の長シェションク1世であった。第22王朝以後、次第にアメン大司祭国家に対する王権側の統制が強まって行くことにはなるが、テーベを中心とした領域は長くまとまった独自の領域を形成した。以後の王朝に特徴的であることは、その多くがエジプトに移住した異民族の系譜を持つ王家によって建てられたことである。彼らは強い同化傾向を示し、エジプトの伝統的な王として振舞ったが、異民族出身であると言う記憶も長く受け継がれた。
第22王朝の末期（紀元前8世紀後半）にはエジプトの中央権力は大いに弱体化し複数の王が並立する事態となった。タニスに拠点を置く第22王朝、レオントポリスに拠る第23王朝、サイスの第24王朝、他にヘルモポリス、ヘラクレオポリスでも王を称する人物が現れた。こうした分裂は外敵の侵入を誘発し、間もなくヌビア人の王ピアンキによってエジプトが征服された。これが第25王朝である。
ヌビア人達もまた、リビア系の王と同じようにエジプト文化を尊重し、伝統的エジプト王として振舞ったが、彼らはその拠点を故地であるヌビア地方に残しており、エジプトで軍事的な失敗をした時にはヌビアへ後退して体制を整えることができた。紀元前7世紀に入るとオリエント世界で急速に勢力を伸ばしていたアッシリアがエジプトにも迫るようになった。これに対抗するため第25王朝はシリア地方の国々と結んでシリアへの勢力拡大を図った。既に第21王朝以来、エジプトは新王国時代の終焉とともに失われたシリアでの権益を取り戻すため、時折シリア地方への介入を行っていたがその成果は芳しいものではなく、第25王朝の時代にも同様であった。
やがて第25王朝の王タハルカが、アッシリア王エサルハドンに敗れてヌビア地方へと引いたため、エジプトはアッシリアの支配に服することとなった（紀元前673年）。その後タハルカの後継者タヌトアメンが逆転を試みたが、エサルハドンの後継者アッシュールバニパルによって打ち破られ、ヌビア人はその故地へと引くことになった。
アッシリアは反抗的なエジプト貴族を抑えるとともに、従順であったサイスの支配者一族にエジプトの管理を委ね王号を認めた。これが第26王朝である。第26王朝はアッシリアの弱体化に乗じて間もなく独立、アッシリア本体は新バビロニアやメディアによって滅ぼされ、オリエント世界ではエジプト、新バビロニア、メディア、そしてリュディアと言う大国が君臨するに至った。
第26王朝で重要な役割を果たしたのはギリシア人やカリア人などの傭兵達であった。この頃にエジプトに移住したギリシア人などによってギリシア世界にエジプトの歴史が伝えられ、その内容の一部はヘロドトスによって現代に伝えられている。また、サイス・ルネサンスと呼ばれる、古王国を手本とした復古的な芸術が花開いた。この第26王朝も、紀元前525年には新たにオリエント世界の覇者として登場したアケメネス朝によって征服された。

## エジプトの国際関係
第3中間期には新王国末期の混乱によってシリアに対する支配が失われ、それと前後してヌビアへの統制も失った。シリアでは新王国時代末期（紀元前12世紀初頭）に「海の民」と呼ばれる諸民族の混成集団の活動によって多数の都市が崩壊した。考古学的にはシリア地方のこの時期は後期青銅器時代から鉄器時代への移行期とされており、また都市規模の縮小、人口の減少などが確認されている。
これまでシリアに支配を広げていたエジプトとヒッタイトが相次いで退場したためにシリア地方では現地勢力による拡張競争が行われた。紀元前1千年紀に入る頃には、文化的性格を異にする多数の小国家がモザイク状にひしめく状態となった。アナトリア半島から北シリアにかけては、ヒッタイトの流れを汲む新ヒッタイト人の諸国家が林立し、中部シリアにはアラム系の諸国家が成立した。南シリアにはヘブライ人が勢力を拡張し、地中海沿岸部ではフェニキア人の都市国家が、そして南部の海岸線にはペリシテ人の都市国家が隆盛に向かった。
支配権が失われた後もエジプトの歴代王朝はしばしばシリアへの介入を行った。この時期の遠征は主に旧約聖書列王記などによって記録されており、第22王朝のシェションク1世や、第25王朝のタハルカによる遠征が名高い。しかし、恒久的な支配を打ち立てるには至らず、むしろ東側から勢力を拡張するアッシリアがシリアへの支配を強めた。アッシリアに対抗するためにシリア諸国はしばしばエジプトの力をあてにした。エジプト側でも時には積極的に反アッシリア活動を煽ったが、次第に後退し最後はエジプトそのものもアッシリアによって占領されるに至る。

## 注
1. ↑  紀元前3世紀のエジプトの歴史家マネトの記録ではディオスポリスマグナと呼ばれている。これはゼウスの大都市の意であり、この都市がネウト・アメン（アメンの都市）と呼ばれたことに対応したものである。この都市は古くはヌエと呼ばれ、旧約聖書ではノと呼ばれている。ヌエとは大都市の意である。新王国時代にはワス、ワセト、ウェセ（権杖）とも呼ばれた。
2. ↑  ヘルモポリス、ヘラクレオポリスの王朝に関する概略はエジプト第22王朝の記事を参照。
3. ↑  参考文献『聖書時代史 旧約編』p43-44
4. ↑  参考文献『歴史学の現在 古代オリエント』p135-136